# Eugen Drippe

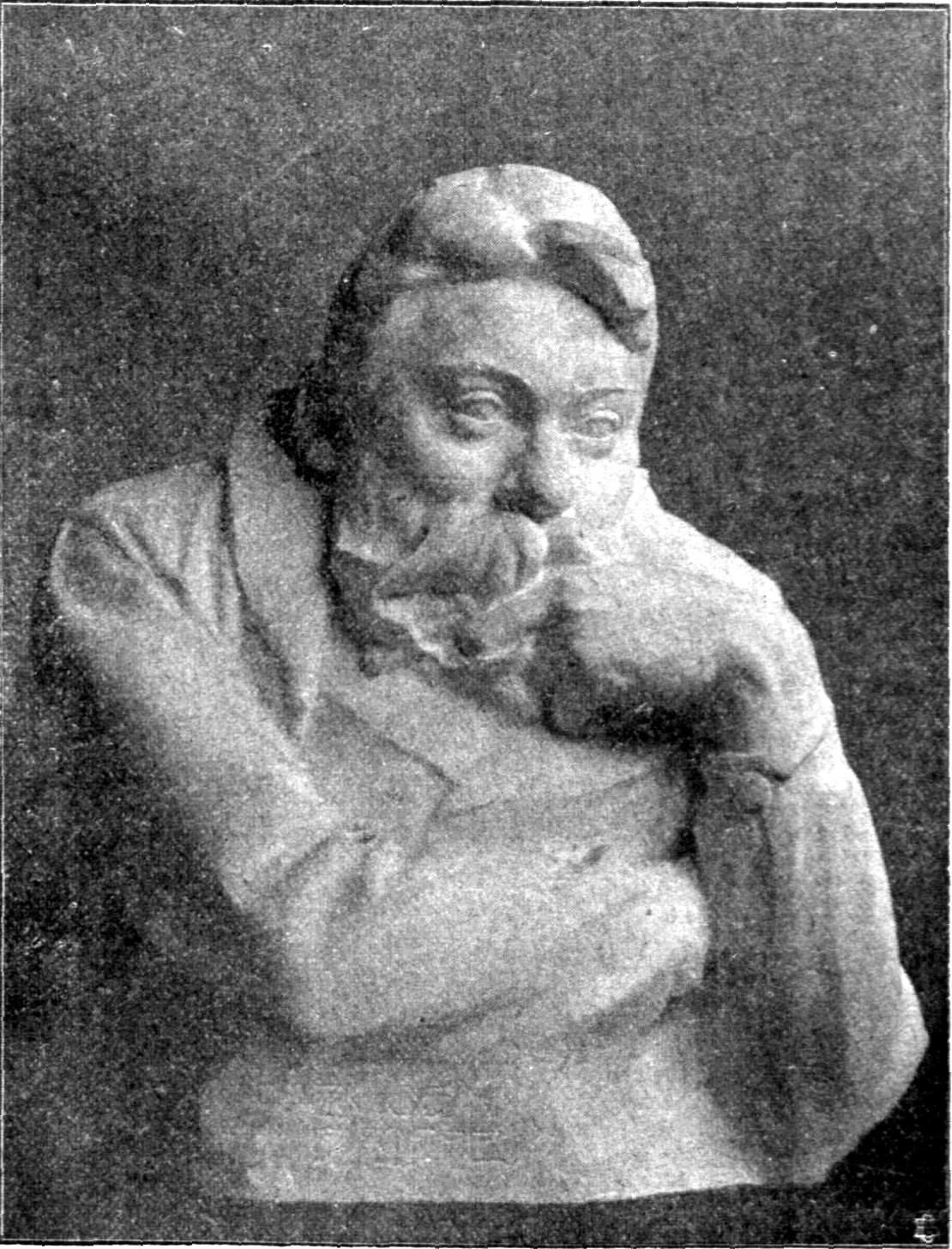
Eugen Drippe (Pagels-Büste)

Eugen Drippe (* 21. Januar 1873 in Berlin; † 18. Mai 1906 in Charlottenburg) war ein deutscher Bildhauer.
Er studierte ab 1893 als Schüler von Ernst Herter an Berliner Kunstakademie. Seine letzte Arbeit war die lebensgroße Gruppe eines Liebespaares, deren Gipsabguss in der Hochschule erhalten blieb. Weitere Arbeiten sind eine kleinere Wiederholung dieser Gruppe (mit bekleideten Figuren), eine kleine Bacchantengruppe und ein Relief, zwei nackte tanzende Mädchen darstellend, das nach seinem frühen Tod von einem Mitstudenten in Marmor ausgeführt wurde.
Sein Mitstudent Hermann Joachim Pagels schuf eine 41 cm hohe Porträtbüste Drippes in Sandstein, die 1907 von der Berliner Nationalgalerie angekauft wurde; eine Zweitausführung erwarb das Provinzialmuseum Hannover.